# Lo spazio bianco
Lo spazio bianco è il primo romanzo di Valeria Parrella, pubblicato nel 2008 dopo che la scrittrice si era fatta conoscere principalmente come autrice di racconti brevi.
L'opera ha vinto il Premio Letterario Basilicata.

## Trama
Maria, quarantenne insegnante di italiano in una scuola serale di Napoli, diventa madre di Irene, una bimba nata prematura. Maria dovrà percorrere insieme con Irene lo spazio bianco, i tre mesi cioè in cui la bambina rimarrà nell'incubatrice del reparto prematuri in attesa di sapere se riuscirà a crescere fino ad acquisire la capacità di respirare da sola. Questa attesa s'intreccia con i flashback dell'infanzia di Maria e le vicende della scuola serale.

## Opere derivate
Nel 2009 dal libro è stato tratto il film omonimo diretto da Francesca Comencini in cui il ruolo di Maria è stato interpretato da Margherita Buy. Nel film è presente una breve apparizione della stessa autrice del romanzo.

## Edizioni
- Valeria Parrella, Lo spazio bianco, Einaudi, 2008, ISBN 978-88-06-19096-5.